# Сантин дель Кастильо, Мигель
Мигель Сантин дель Кастильо-и-Барроэта (исп. Miguel Santín del Castillo y Barroeta; 1830—1880) — президент Сальвадора.
В декабре 1857 года был избран президентом Сальвадора на период 1858—1860 годов. Не смог прибыть вовремя в столицу, и поэтому президентские полномочия были временно переданы сенатору Лоренсо Сепеде, от которого Мигель Сантин дель Кастильо их получил 7 февраля 1858 года.
В мае 1858 года им была открыта в Сан-Сальвадоре военная академия.
В июне 1858 года почувствовал себя плохо, и так как вице-президент Гусман отсутствовал в столице, а сенатор Сепеда также был болен, то передал президентские полномочия генералу Херардо Барриосу. В сентябре возобновил исполнение обязанностей президента, но в январе 1859 году окончательно ушёл в отставку, а президентские полномочия были переданы вице-президенту Гусман.